# Александар Перишић
Александар Перишић је српски позоришни глумац и стендап комичар.

## Биографија

### Позоришне улоге
Александар Перишић је глумом почео да се бави у драмској секцији своје основне школе, а наставио на сцени Краљевачког позоришта, где је са својих 15 година добио улогу у представи Рогоња, коју је режирао Миодраг Динуловић. Лик који му је додељен не постоји у оригиналном сценарију, већ је накнадно дописан. У наредној сезони играо је у представи Варалица. Та представа је изведена свега три пута, јер је неколико дана након премијере почело НАТО бомбардовање СРЈ. Почетком новог миленијума, Краљевачко позориште је у потпуности прешло у професионални статус, а Перишић је од 2000. до 2006. пет пута покушавао да упише студије глуме на Факултету драмских уметности. У међувремену је уписао Правни факултет, а од 2004. сарађивао и са редитељком Александром Ковачевић, добивши улогу у представи Перпетуум мобиле, за коју је сама написала текст и осмислила сценографију. Премијеру нове представе Перишић је извео тачно пет година након претходне улоге. У каснијим извођењима лик који је играо Перишић, тумачио је и Вукман Ракочевић. Пошто се 2007. вратио у Гимназију, где је служио војни рок, Перишић је играо у комаду Фауст, који је изводила драмска секције те школе, у режији професорке српског језика и књижевности, Марина Панић.
Небојша Дугалић, који је у свом матичном позоришту поставио комад Љубомира Симовића, Путујуће позориште Шопаловић, у подели му је наменио улогу песника Филипа Трнавца. Перишић је касније играо и у представи Смрт у кући, у режији Александре Ковачевић, урађеној по тексту Богдана Мрвоша, која је изведена на годишњицу првих стрељања грађана Краљева у октобру 1941.
У марту 2011. добио је улогу Дизеа у обнови представе Гнев Божји, која је премијерно изведена у сезони 1995/96, где је тај лик тумачио Миломир Недељковић. Како је зграда Краљевачког позоришта била значајно оштећена од последица земљотреса, који је Краљево погодио у новембру 2010. године, премијерно извођење представе било је у београдском Народном позоришту. Током реконструкције зграде Краљевачког позоришта остварена је сарадња са Народним позориштем y Ужицy, па је у копродукцији са том кућом реализована представа Прича, у режији Александра Лукача и адаптацији Слободана Обрадовића, премијерно изведена 9. маја 2012. Након завршетка радова на санацији објекта, на сцени Краљевачког позоришта је крајем 2012. одржана премијера представе Чишћење идиота, по тексту Милана Марковића и у режији Александре Ковачевић, у оквиру које је Перишић тумачио лик Стефана.
На Дан шале 2019. године, Перишић је водио програм у Краљевачком позоришту, којим је са репертоара званично скинута представа Рогоња, после 21 године. Читава постава била је на окупу све време извођења.

#### Представе
| Наслов                       | Улога               | Редитељ              | Позориште               | Премијера          |
| ---------------------------- | ------------------- | -------------------- | ----------------------- | ------------------ |
| Рогоња                       | Прологус            | Миодраг Динуловић    | Краљевачко позориште    | 5. март 1998.      |
| Варалица                     |                     | Владимир Путник      | Краљевачко позориште    | 19. март 1999.     |
| Перпетуум мобиле             | Анетин муж Тим      | Александра Ковачевић | Краљевачко позориште    | 19. март 2004.     |
| Фауст                        | Мефистофелес, мушки | Марина Панић         | Краљевачко позориште    | 2008.              |
| Путујуће позориште Шопаловић | Филип Трнавац       | Небојша Дугалић      | Краљевачко позориште    | 10. март 2009.     |
| Смрт у кући                  |                     | Александра Ковачевић | Краљевачко позориште    | 14. октобар 2009.  |
| Гнев Божји                   | Дизе                | Александра Ковачевић | Краљевачко позориште    | 10. март 2011.     |
| Прича                        | глумац              | Александар Лукач     | Народно позориште Ужице | 9. мај 2012.       |
| Чишћење идиота               | Стефан              | Александра Ковачевић | Краљевачко позориште    | 22. децембар 2012. |

### Стендап каријера
Перишић је крајем прве деценије 21. века почео да се интересује за стендап комедију, која у то време није била распрострањена у Србији. Након огласа за Отворени микрофон, Перишић је припремио свој самостални наступ, а у новембру 2010. године учествовао је такмичењу, у организацији Standup.rs, дан након земљотреса који погодио Краљево. То је био први такав догађај који је организован у Србији, а Перишић је проглашен победником, те је касније у медијима идентификован као пионир стендап сцене у својој држави. Нешто касније, истог месеца, појавио се као гост Зорана Кесића у трећој сезони емисије Фајронт република.
У наредних неколико година, расла је популарност стендап сцене међу публиком, а међу извођачима су се појавили и Срђан Динчић, Никола Силић, Неша Бриџис и Јелена Радановић. Програм су изводили три пута недељно, у клубу „Бен Акиба”. Они су касније снимали своје наступе, који су се приказивали на америчком кабловском каналу Comedy Central, у емисији под називом Stand up & more. Комичари су након тога постали сценаристи Вечери са Иваном Ивановићем, где су добили и посебан део емисије под називом Игра комедије. Током вишегодишњег бављења стендапом, Перишић је остварио сарадњу и са колегама из региона, те је наступао и ван граница Србије. Тако је са Марином Орсаг из Хрватске осмислио тематску представу Кај бре. Перишић је свој репертоар углавном базирао на црном хумору и политички некоректним темама. У интервјуима за различите медије, говорио је о свом стилу и инспирацији. У првих седам година бављења стендапом, до идеја је најчешће долазио претраживањем на Википедији. Као праизвођача стендапа у Србији препознао је Љубу Мољца, некадашњег српског глумца и комичара, који је преминуо током свог извођења на сцени. Иако скоро у потпуности дефинише програм који изводи, Перишић сматра да је публика која повремено добацује корисна за импровизацију и да комичар треба да има спреман одговор, како би такве ситуације искористио у позитивном смислу. Од 23. фебруара 2018. године, Перишић је отпочео извођење свог шоу-програма под називом Комплександар, чија је премијера била на сцени Краљевачког позоришта. Неколико дана касније, 27. фебруара, одржана је и београдска премијера у клубу „Бен Акиба”.

## Спотови
- Y.O.X  — Forever A Slave (2019)[42]